# Филипп-Левинцы
Филипп-Левинцы (мар. Выльып-Левон почиҥга) — опустевшая деревня в Новоторъяльском районе Республики Марий Эл. Входит в состав Масканурского сельского поселения.

## География
Находится в северо-восточной части республики Марий Эл на расстоянии приблизительно 9 км по прямой на северо-запад от районного центра посёлка Новый Торъял.

## История
Образовалась в 1931 году в связи с образованием колхоза «У памаш» и объединением деревень Филиппово и Левинцы. В июле 1950 года здесь числилось 42 человека. В 1973 году в деревне насчитывалось 13 хозяйств, 52 жителя, в 1988 году осталось 5 жителей, из них 3 трудоспособных. После 2002 года в деревне сохранился всего 1 дом, жителей нет. В советское время работали колхозы «У памаш», «Памяти Ленина» и одноимённый совхоз.

## Население
Население не было учтено как в 2002 году, так и в 2010.